# Love So Soft
Love So Soft è un singolo della cantante statunitense Kelly Clarkson, pubblicato nel 2017 come primo estratto dal suo ottavo album in studio Meaning of Life.
Il brano ha ricevuto una nomina alla 60ª edizione dei Grammy Award per la migliore performance da solista pop.

## Descrizione
Il brano, scritto da Mozella, Jesse Shatkin e Priscilla Renea, prende ispirazione dal genere R&B, doul e trap. Il testo racconta il desiderio di avvicinarsi a qualcuno, dopo aver chiesto rispetto e protezione in cambio di un amore che viene descritto come "morbido". Per un suono soul che renda omaggio al classico R&B e che sia al contempo contemporaneo, il presidente della Atlantic Records, Craig Kallman, ha commissionato a diversi membri della band statunitense Earth, Wind & Fire.

## Pubblicazione e promozione

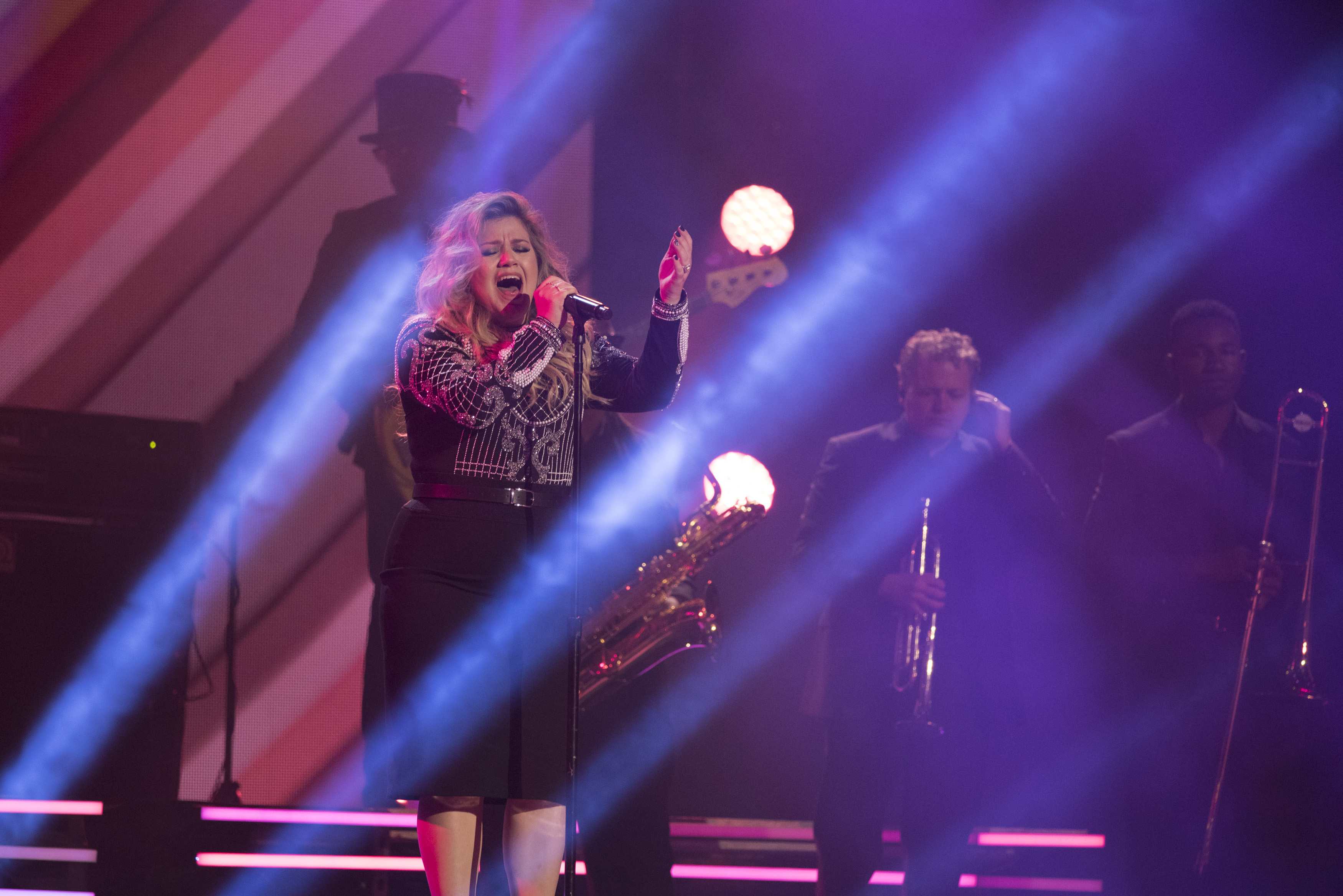
Kelly Clarkson ai Invictus Games 2017.

Love So Soft è stato pubblicato per la prima volta dall'Atlantic Records il 7 settembre 2017, su piattaforme musicali digitali e in streaming come singolo principale di Meaning of Life, accompagnato dal secondo estratto Move You.
Kelly Clarkson ha eseguito Love So Soft in numerosi eventi televisivi in diretta per promuovere l'uscita di Meaning of Life. L'8 settembre 2017, un giorno dopo la sua uscita, ha cantato la canzone al The Today Show, per poi apparire nei programmi televisivi America's Got Talent, The Ellen DeGeneres Show, e The Voice Germany. Alla trasmissione in diretta degli American Music Awards 2017, ha eseguito la canzone in un medley con il suo precedente singolo del 2003 Miss Independen. Clarkson ha anche suonato una selezione del brano nella sua apparizione come ospite durante il segmento Carpool Karaoke di The Late Late Show con James Corden.

## Accoglienza
Il brano ha ottenuto generalmente critiche positive dagli esperti del settore della musica, alcuni dei quali hanno elogiato la performance vocale di Clarkson nella canzone, sebbene abbiano osservato un allontanamento dai precedenti progetti discografici. La corrispondente del Time, Raisa Bruner, ha scritto che la canzone "funziona come uno spettacolo dal vivo per la voce della Clarkson". Nella relazione per Idolator, Wass ha paragonato la canzone a Christina Aguilera, nella sua miscela di vecchio e nuovo, come se fosse più vicina all'epoca dell'album della Aguilera Back to Basics.
Scrivendo per la National Public Radio, Karen Gwee ha osservato che la cantautrice è poco sostenuta dal coro, ma ha comunque apprezzato la sua voce che trascina il brano fuori dal "territorio dell'onnipresente anonimia della quotidianità", e ha osservato che solo pochi altri hanno la sua "spiccata confidenza e capacità vocale" di sfoggiare pienamente il suo talento.
Recensendo per Forbes, McIntyre ha inizialmente espresso un restio nei confronti della cantautrice che si avventura nel territorio del trap. Descrivendola come il seguito musicale di Mercy di Duffy del 2008, ha notato che la canzone non prende il balzo come i precedenti singoli si successo Since U Been Gone e My Life Would Suck Without You, ma ha scritto che questo sembra essere il punto, che è quello di "presentare una Clarkson più matura, più saggia e con più esperienza".

## Tracce
- Download digitale

1. Love So Soft – 2:52
2. Move You – 3:22

## Video musicale
Il videoclip della canzone è stato diretto da Dave Meyers.

## Classifiche
| Classifica (2017-2018)         | Posizione massima |
| ------------------------------ | ----------------- |
| Australia                      | 88                |
| Canada                         | 73                |
| Canada Adult Contemporary      | 10                |
| Corea del Sud                  | 94                |
| Polonia                        | 31                |
| Regno Unito                    | 81                |
| Repubblica Ceca                | 63                |
| Slovacchia                     | 40                |
| Stati Uniti                    | 47                |
| Stati Uniti Adult Contemporary | 15                |
| Stati Uniti Dance Club         | 1                 |
| Venezuela International Songs  | 17                |